# Columbiana (Alabama)
Columbiana é uma cidade localizada no estado americano do Alabama, no Condado de Shelby.

## Demografia
Segundo o censo americano de 2010, a sua população era de 4197 habitantes.
Em 2006, fora estimada uma população de 3746, um aumento de 430 (13.0%) face a 2000.

## Geografia
De acordo com o United States Census Bureau tem uma área de 39,4 km², dos quais 39,3 km² cobertos por terra e 0,1 km² cobertos por água. Columbiana localiza-se a aproximadamente 141 m acima do nível do mar.

## Localidades na vizinhança
O diagrama seguinte representa as localidades num raio de 24 km ao redor de Columbiana.